# Olympia-Eissportzentrum
| Olympia-Eisstadion     | Olympia-Eisstadion       |
| ---------------------- | ------------------------ |
|                        |                          |
| Basisdaten             |                          |
| Baubeginn:             | April 1965               |
| Eröffnung:             | Februar 1967             |
| Baukosten (geschätzt): | 6,9 Millionen DM         |
| Fassungsvermögen:      | 5728                     |
| davon Sitzplätze:      | 1763                     |
| Architekt:             | Rolf Schütze             |
| Eigentümer:            | Landeshauptstadt München |
| Verwaltung:            | Olympiapark München GmbH |

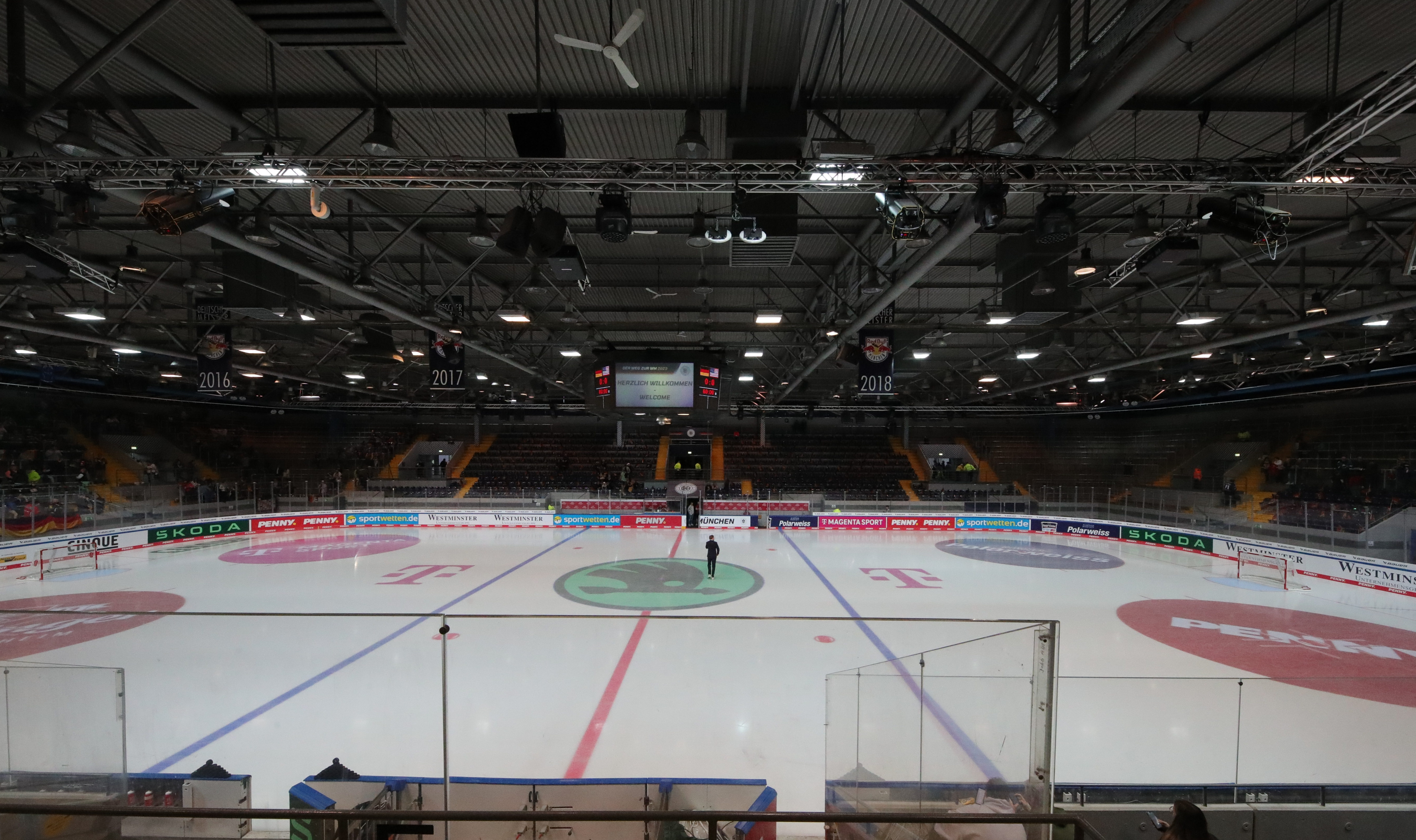
Innenraum, 2023

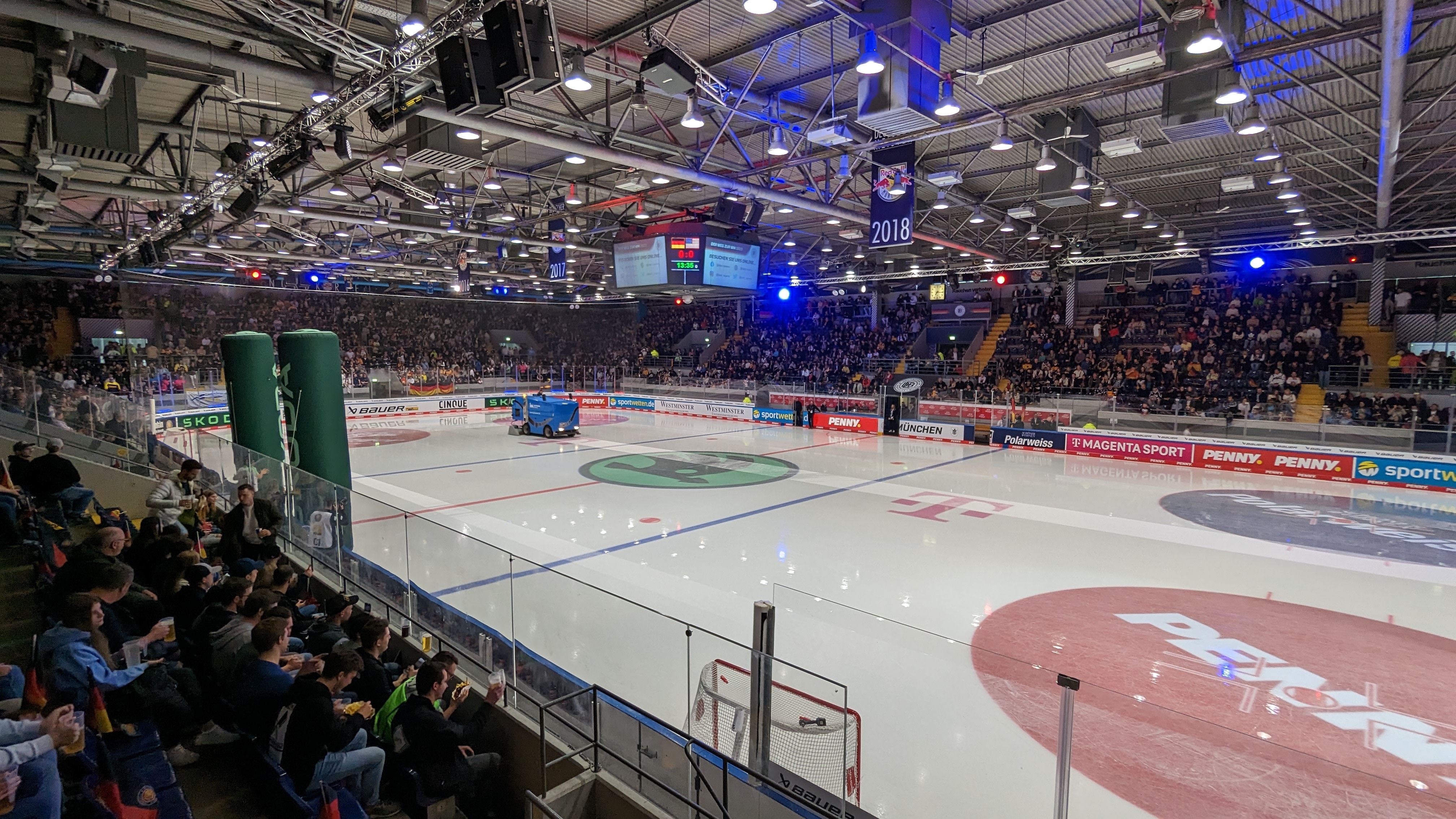
Innenraum während eines Länderspiels, 2023

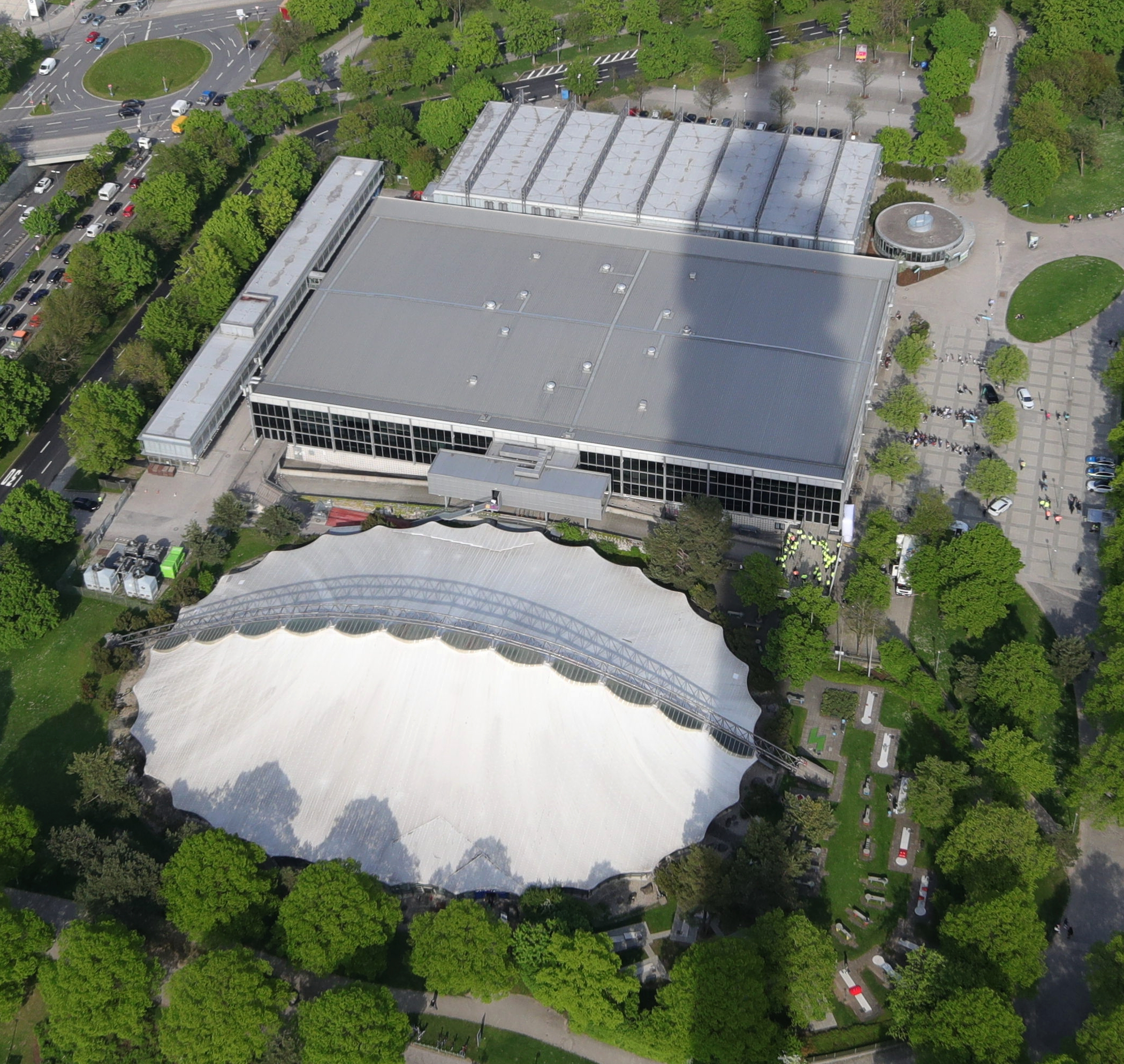
Eissportzentraum (Mitte) mit Trainingshalle (nördlich) und Eislaufzelt (südlich), 2023

Das Olympia-Eissportzentrum ist ein Teil des Olympiaparks und liegt an dessen östlichem Rand am Willi-Daume-Platz zwischen dem Ostende des Olympiasees und dem Petuelring. Es besteht aus dem Olympia-Eisstadion, der Trainingshalle sowie dem ehemaligen Eislaufzelt, seit 2004 SoccerFive-Arena.
Eisstadion und Trainingshalle waren bis 2024 die einzige überdachte Möglichkeit für Eissportarten in München. Am 28. April 2024 wurden diese geschlossen. Am 27. September 2024 öffnete als Ersatz der SAP Garden am anderen Ende des Olympiaparks.

## Olympia-Eisstadion
Der Bau des Olympia-Eisstadions als Eisstadion am Oberwiesenfeld wurde vor der Vergabe der Olympischen Sommerspiele 1972 nach München im April 1965 nach Plänen von Rolf Schütze begonnen und im Jahr 1967 fertiggestellt. Im ursprünglichen Nutzungskonzept war neben den Eissportarten – wie zum Beispiel Eishockey, Eisstock und Eiskunstlauf – auch eine Nutzung für andere Sportarten wie Handball, Basketball oder Tischtennis vorgesehen.
Im Februar 1967 wurde das Stadion für die Sportart Eishockey mit dem Spiel FC Bayern München gegen den SC Riessersee eröffnet. Die im Februar 1969 im Eisstadion ausgetragenen Tischtennis-Weltmeisterschaften zeigten, dass die Nutzung für andere Sportarten äußerst problematisch war. Daraufhin wurde das Nutzungskonzept geändert, indem wieder die Nutzung des Eisstadions auf Eissport konzentriert wurde. Ab Januar 1972 stand das Stadion für den Eissport nicht mehr zur Verfügung, da es für die Sommerspiele 1972 umgebaut und auf 7000 Zuschauerplätze erweitert wurde. Während der Sommerspiele 1972 wurde es für die Boxwettbewerbe genutzt.
Als das Stadion ab Mitte der 1980er Jahre durch den Eishockeyverein EC Hedos München genutzt wurde, war die zugelassene Zuschauerkapazität wieder auf 6300 Zuschauer reduziert worden. In dieser Zeit wurden von Seiten des zuständigen Kreisverwaltungsreferat Überlegungen wegen einer weiteren Reduzierung auf 5000 Zuschauer anstellt, die jedoch verworfen wurden. 1992 wurden im Rahmen der Sanierung der Eisanlage die kompletten Rohre im Stadion ausgetauscht. In den neunziger Jahren wurden auch die Anzeigetafeln an der Wand durch vier elektronische Anzeigetafeln oberhalb der Eishockeyfläche ersetzt.
Als die Eishockeymannschaft der München Barons das Stadion für die Spiele in der Deutschen Eishockey Liga ab der Saison 1999/2000 nutzte, wurden im Stadion Umbaumaßnahmen durchgeführt: Im Bereich der Zuschauerplätze auf der westlichen (Haupt-)Sitzplatztribüne wurden die noch vorhandenen Holzbänke teilweise durch beheizbare Einzelsitzplätze ersetzt und die auf der Nord- und Südkurve den Stehplätzen vorgelagerten Sitzplätze in Stehplätze umgebaut. Dadurch sank die Zuschauerkapazität auf 6262.
Die aktuelle Zuschauerkapazität beträgt heute (2012) 6142. Für die Sportart Eishockey ist derzeit der Hauptnutzer des Stadions die Mannschaft des EHC München.
Zwischen September 2010 und September 2011 wurde nach einer Vereinbarung zwischen dem FC Bayern München und der Münchner Olympiapark GmbH, die auf einer am 23. März 2010 im Sportbeirat der LH München präsentierten Machbarkeitsstudie beruht, alle 14 Tage das Stadion für Spiele der ersten Basketballmannschaft umgebaut:
- Die Eisfläche wurde mit einer Isolationsschicht abgedeckt und darauf der von der Basketball-Bundesliga vorgeschriebene Parkettboden verlegt.
- Die Anzeigetafeln wurden einige Meter in Richtung Decke gezogen.
- Die Stehplatzbereiche in der Süd- und Nordkurve wurden durch Vorhänge abgedeckt.
- Die Plexiglasbanden wurden abgebaut.
- Die Korbanlagen sowie die Tribünen hinter den Korbanlagen wurden direkt auf das Feld gefahren.
- Die Temperatur wurde über Heizschläuche auf 20 Grad erhöht.

Die so entstehende Basketball-Halle hatte eine Zuschauerkapazität von 3225 Plätzen. Der Versuch der Erweiterung der Kapazität auf 3700 Plätze im Dezember 2010 durch Nichtabdeckung eines Teils der Stehplätze wurde nicht fortgesetzt, da die Temperatur in der Halle zu stark sank. Durch den Umzug des FC Bayern München in eine eigene Spielstätte, den Audi Dome, im September 2011 wurde der EHC München wieder zum Hauptnutzer des Eisstadions. Nach Übernahme der Mannschaft durch den Konzern Red Bull erfolgte am Stadion im Sommer 2013 ein als Übergangslösung vorgesehener Anbau zur Erweiterung des VIP-Bereichs an der westlichen Seite des Stadions und mit Veränderungen in der Halle. Im Februar 2016 wurde bekannt, dass die Kosten für eine notwendige Sanierung des Stadions bei 30 Millionen EUR liegen sollen.
Während der coronabedingten Pause zwischen der Saison 2019/20 und 2020/21 wurde die Eishalle neuerlich umgebaut. Nötig wurde der Umbau aufgrund der neuen Corona-Richtlinien im Stadion. Um allen Dauerkarteninhabern den Besuch der Spiele zu ermöglichen, musste die Anzahl der Sitzplätze im Olympia-Eisstadion erhöht werden. In den unteren sechs Stehplatzreihen wurden deshalb insgesamt 278 Sitzschalen installiert. Seit dem 10. November 2020 beträgt das Fassungsvermögen somit 5728 Zuschauer, davon 1763 Sitzplätze und 16 Rollstuhlplätze. Am 8. März 2024 gab der EHC Red Bull München sein Abschiedsspiel gegen die Augsburger Panther, die Münchener unterlagen mit 4:5 in der regulären Spielzeit.
Die ehemalige Eissporthalle wird 2025 zusammen mit der Trainingshalle zu einem der größten Indoor-Action-Sportzentren Europas, für Sportarten wie BMX, Skateboard, Basketball, Rollschuhlaufen, Trampolinspringen sowie eine Multisportfläche, umgebaut. Mit einer Fläche von 4.000 m² und Platz für mehr als 15 Sportarten soll die Anlage bis zu 200.000 Besuchende pro Jahr anziehen und sowohl Schulen als auch Vereinen zur Verfügung stehen. Der Umbau wird mit 1,6 Millionen Euro von der Stadt München finanziert und ist als Zwischennutzung für etwa fünf Jahre geplant. Ob und wie der Komplex darüber hinaus genutzt werden soll, ist noch offen.

## Eislaufzelt
| Eislaufzelt             | Eislaufzelt              |
| ----------------------- | ------------------------ |
|                         |                          |
| Basisdaten              |                          |
| Baubeginn:              | 1982                     |
| Eröffnung:              | 1983                     |
| Baukosten (geschätzt):  | ?                        |
| Fassungsvermögen:       | -                        |
| Architekt:              | Kurt Ackermann           |
| Eigentümer:             | Landeshauptstadt München |
| Bauherrin & Verwaltung: | Olympiapark München GmbH |

Zum Zeitpunkt des Baus des Olympia-Eisstadions wurde als Vorgänger des heutigen Eislaufzeltes an der Westseite eine offene Eislauffläche mit Holztribünen mit bis zu 7000 Stehplätzen errichtet, in der im Sommer der Betreiber des Minigolfplatzes am Eissportzentrum eine zweite Anlage errichtete.
1980 wurde entschieden, die offene Eislauffläche zu überdachen und die Holztribünen abzureißen. Nach den Plänen von Kurt Ackermann wurde 1982 bis 1983 aus der Eislauffläche das neue Eislaufzelt.
Das Eislaufzelt wurden neben dem Publikumslauf durch die – inzwischen aufgelöste – Curlingabteilung des Münchener EV und von der später in das olympische Programm aufgenommenen Sportart Shorttrack genutzt. Während der Sommermonate wurde das Zelt etwa von 1994 bis 2003 als „Action Arena“ genutzt.
Im Sommer 2004 wurde die Eisanlage des Eislaufzeltes stillgelegt, da die an ihr durchzuführenden Renovierungsarbeiten aus Sicht der Olympiapark München GmbH zu teuer waren. Um das Eislaufzelt weiterhin nutzen zu können, wurde es vonseiten der GmbH ab dem 26. Juni 2004 für den Sommer 2004 als SoccerFive-Arena untervermietet. Ab Herbst 2004 wurde daraus eine Dauernutzung, so dass heute dort Indoor-Fußball-Plätze angemietet werden können.

## Trainingshalle
| Trainingshalle         | Trainingshalle           |
| ---------------------- | ------------------------ |
|                        |                          |
| Basisdaten             |                          |
| Baubeginn:             | 1989                     |
| Eröffnung:             | 1991                     |
| Baukosten (geschätzt): | ?                        |
| Fassungsvermögen:      | 600                      |
| Architekt:             | Kurt Ackermann           |
| Eigentümer:            | Landeshauptstadt München |
| Verwaltung:            | Olympiapark München GmbH |

1991 wurde für die nach München vergebene Eiskunstlauf-Weltmeisterschaft die dafür notwendige zusätzliche Trainingshalle an der Ostseite auf Pfeilern errichtet, um die Kapazität des östlichen Parkplatzbereiches des Olympiaparks zu erhalten. Die Trainingshalle ist mehrfach prämiert worden.
Die Trainingshalle war mit ihrer Eisfläche von 60 Meter × 30 Meter eines der größten Eislaufzentren in Europa und wurde als bundesdeutsches Leistungszentrum für Eiskunstlauf im Rahmen des Olympiastützpunktes München ursprünglich nur für die Nutzung mit dieser Sportart betrieben.
Seit der Schließung des Eislaufzeltes wurde in dieser Halle auch das Training für die Sportart Shorttrack durchgeführt. Bei Belegung des Eisstadions mit anderen Veranstaltungen fand dort auch der Publikumslauf statt.
Nach der Einstellung des Eisbetriebs wurde die Trainingshalle von 20. September 2024 bis zum 4. Januar 2015 als „Roller-Arena“ für Rollschuh- und Inlineskates zwischengenutzt, die Trainingshalle wird derzeit für die Zwischennutzung zum „Olympia-Actionsportzentrum“ (Stand 08/2025) umgebaut. Die Eröffnung ist für Ende 2025 geplant.

## Wichtige sportliche Ereignisse und kulturelle Veranstaltungen (ohne Konzerte)
- 1969: Tischtennisweltmeisterschaft 1969
- 1972: XX. Olympische Sommerspiele

### Eishockey
- 1994: Europacup-Halbfinale
- 1997: Deutschland-Cup

Außerdem war das Olympia-Eisstadion Spielstätte für 12 Länderspiele der deutschen Eishockeynationalmannschaft.

### Sonstiges
- 1970: Europop-Musikfestival mit u. a. Deep Purple, Black Sabbath, Taste, Amon Düül II und Status Quo[19]
- 1985: 100 Jahre Motorrad (Eislaufzelt)
- 1997: Ausstellung „25 Jahre Olympiapark München mit dem Bayerischen Rundfunk“
- 2002: Mini-München
- 2012: DHB-Supercup (konnte wegen Baumaßnahmen nicht in der Olympiahalle München stattfinden)
- 2014: E-Hockey Weltmeisterschaft[20]

## Trivia
- In der Saison 2003/04 wurden im Eislaufzelt ein Teil der Aufnahmen in Zusammenarbeit mit dem Münchner Eishockey Klub gedreht, die als Vorspann bei Eishockeysendungen des DSF gezeigt wurden.

- Ausgewählte Stars des Eisportzentrums werden im Munich Olympic Walk of Stars verewigt.